# Шомаль

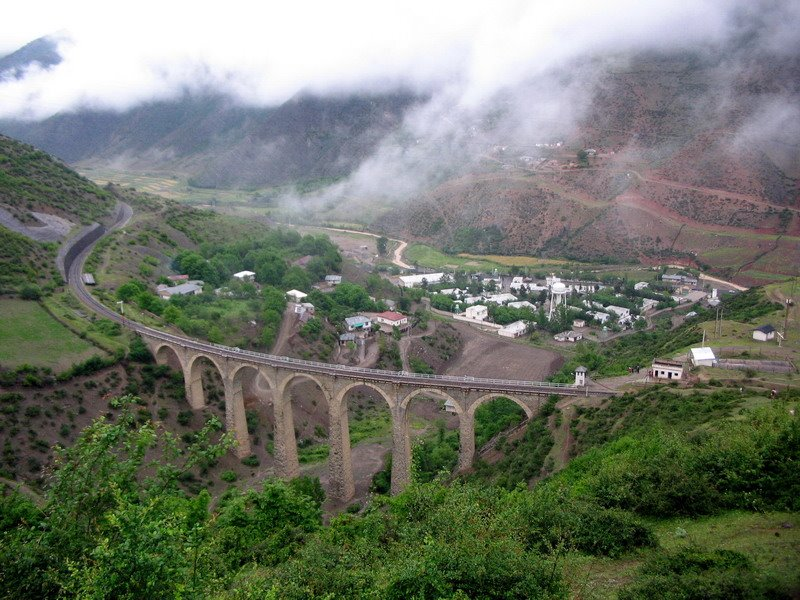
Деревня Доуаб в провинции Мазендеран

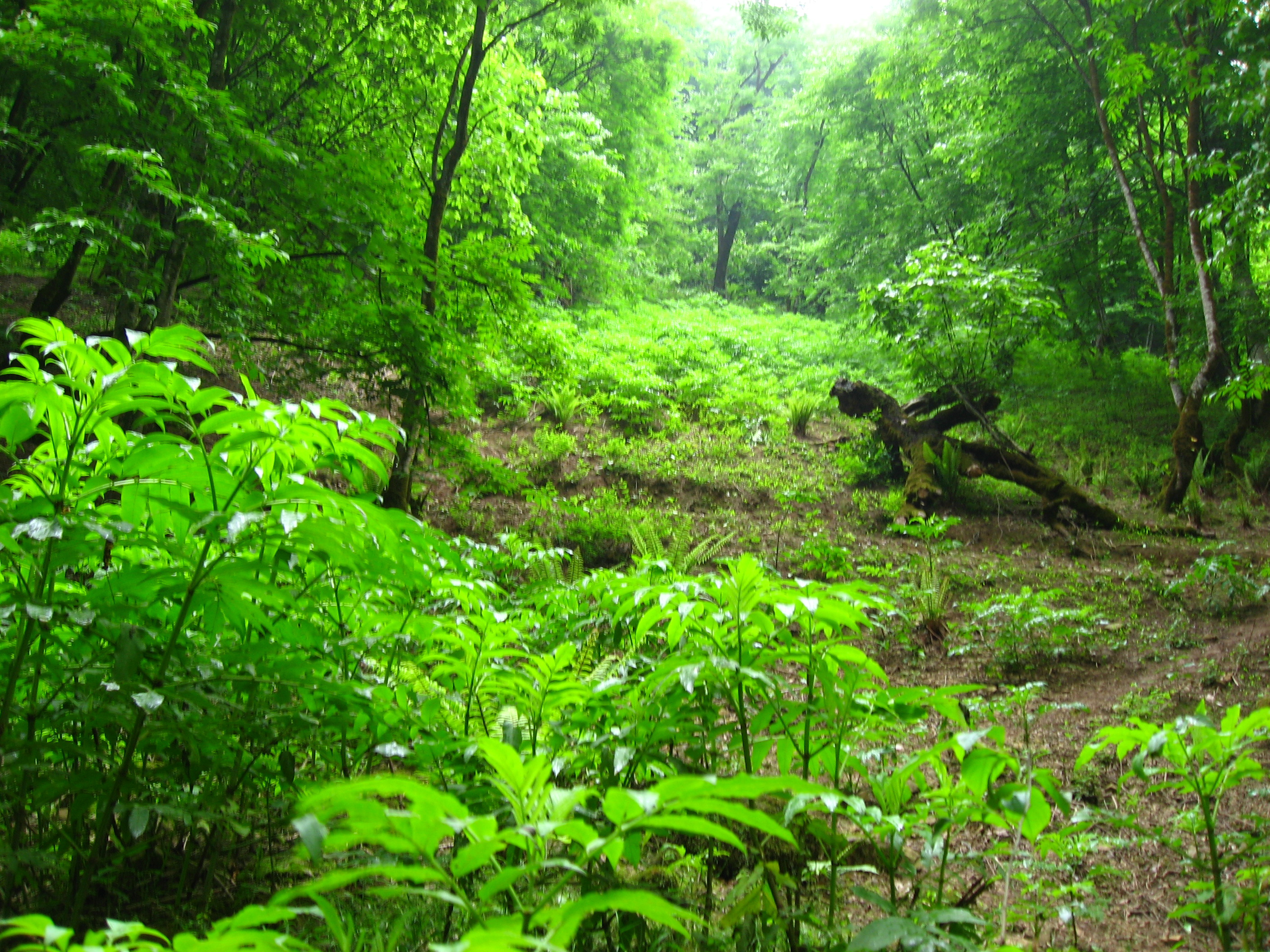
Джунгли Ирана

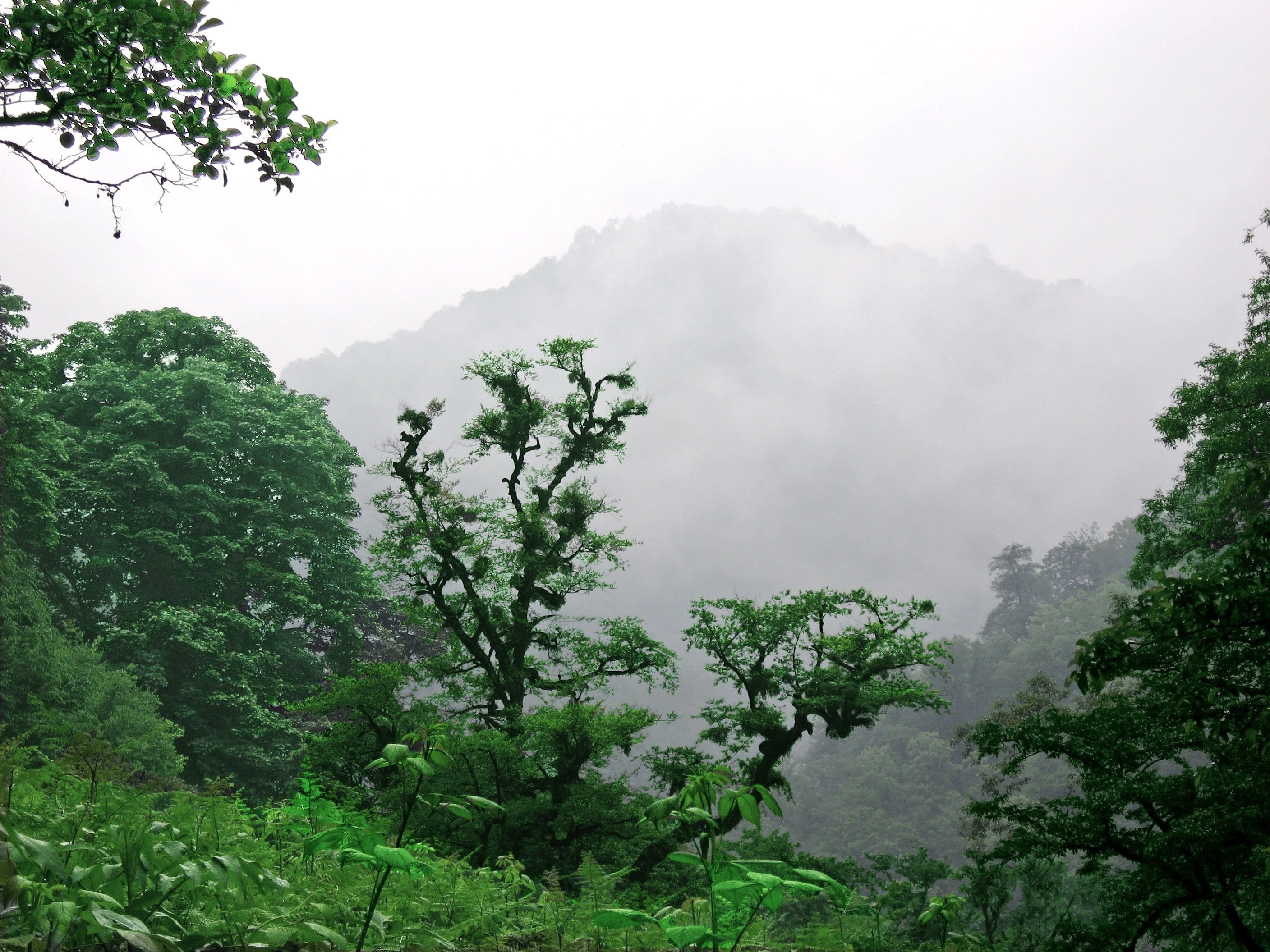
Джунгли Ирана, Гилян

Шома́ль (перс. شمال‎ — šomâl, «север») — природный регион на севере Ирана у побережья Каспийского моря, характеризующийся мягким климатом и обилием субтропических и тропических лесов. На территории региона Шомаль находятся провинции Гилян, Мазендеран и Голестан, а также частично Ардебиль и Северный Хорасан. Шомаль отделён от засушливой, пустынной местности центрального Ирана горной цепью Эльбурс. Регион известен как бастион переднеазиатского леопарда.